# Forces of Satan Records
Forces of Satan Records - норвежский музыкальный лейбл основанный 6 июня 2006 года гитаристом группы Gorgoroth Инфернусом и Vile Horg. Лейбл занимается музыкальными группами с ярко выраженной сатанинской идеологией.

## Каталог лейбла
| Наименование группы | Наименование релиза                     | Дата выхода    | Формат                | Номер по каталогу |
| ------------------- | --------------------------------------- | -------------- | --------------------- | ----------------- |
| Gorgoroth           | Bergen 1996                             | ноябрь 2007    | MCD / 7" Picture Disc | FSR001            |
| Ophiolatry          | Transmutation                           | 21 января 2008 | Полноформатный альбом | FSR002            |
| Ophiolatry          | Antievangelistical Process (Re-release) | 17 марта 2008  | Полнформатный альбом  | FSR003            |
| Black Flame         | Imperivm                                | 23 июня 2008   | Полноформатный альбом | FSR004            |